# Disparition de Jean-Christophe Morin
Jean-Christophe Morin (né le 27 mars 1989) est un homme français disparu le 10 septembre 2011 à l'âge de 22 ans après avoir assisté à un festival de musique électro Elementz 2 au Fort de Tamié près d'Albertville.
L'affaire a gagné en notoriété en raison des efforts faits par la famille pour comprendre ce qui est arrivé à Morin. L'affaire a été ensuite associée à la disparition d'Ahmed Hamadou, disparu un an plus tard au même endroit. Elle est aussi à associée depuis 2017 à Nordahl Lelandais, un présumé tueur en série soupçonné d'être responsable de la mort de Morin et Hamadou.
Appel a témoins officiel  émanent du ministère  de la justice le 3 mai 2024:https://www.interieur.gouv.fr/enquete-indices-affaire-disparus-fort-tamie

## Vie et disparition

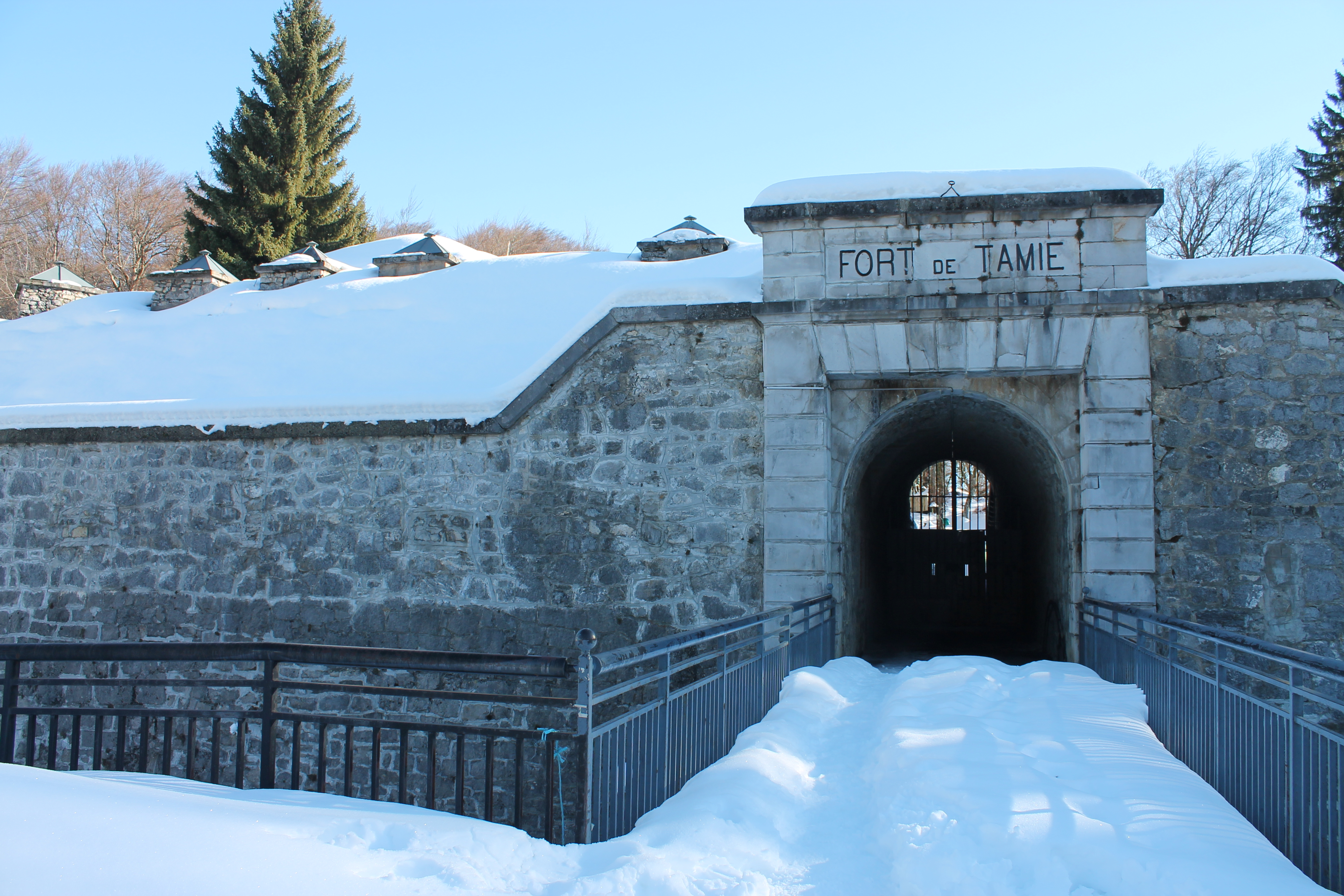
Fort de Tamié, lieu du festival de musique Elements au cours duquel Morin a disparu

La famille de Morin vivait à Paris, mais en 2009, il déménage en Haute-Savoie là où vivait sa sœur. Il y occupe divers emplois à court terme. En 2011, il possédait une camionnette qu'il avait lui-même transformée en camping-car. Au moment de sa disparition, elle était stationnée près du lac de Passy. De là, il a fait de l'auto-stop pour assister au festival de musique électronique Elements le 9 septembre 2011, un festival annuel se déroulant dans un fort du XIXe siècle à Tamié. Le soir du festival, vers 3 heures du matin, un témoin à l'entrée du site du festival a vu Morin dans un état nerveux. Morin lui disait qu'il devait partir parce que quelqu'un essayait de lui faire du mal.
Il s'agit de la dernière apparition confirmée de Morin. L’ami qui l’avait accompagné au festival l’ayant perdu de vue plus tôt dans la soirée. À son retour au lac de Passy, il n'y retrouve pas Morin dans sa camionnette. La famille Morin a signalé la disparition à la police. L' opération de recherche qui suit le signalement ne permet pas de trouver des indices concernant la disparition de Morin. Cependant, quelques semaines après la disparition, une battue privée a permis de retrouvé son sac à dos à côté d'un récipient en verre contenant 10 euros, dans les bois près du fort de Tamié,.
Un an plus tard, Ahmed Hamadou disparait dans des circonstances similaires lors du même festival.

## L'Enquête
Fin 2017, lorsque Nordahl Lelandais devient le principal suspect du meurtre de Maëlys de Araujo ,et est, par la suite soupçonné d'être un tueur en série, il est lié à un grand nombre d'affaires, parmi lesquelles celles de Morin et Hamadou. En mars 2018, les deux familles ont porté plainte contre Lelandais. 
Un membre de la famille a pu obtenir une vidéo du festival de 2012 et aurait identifié Lelandais comme l'un des visiteurs. Selon le père de Morin, des témoignages de festivaliers confirment la présence de Lelandais la nuit de la disparition de Morin.
En 2023, le pôle judiciaire dédié aux affaires criminelles non élucidées du tribunal judiciaire de Nanterre s'est saisi de l'affaire.

## Réactions publiques
En 2019, la chaîne de télévision franco-allemande Arte a diffusé un documentaire sur l'affaire Morin intitulé Disparitions. Il se concentre sur la déception de la famille face à la gestion de l'enquête faite par la police.